# Heilig Hartbeeld (Eizeringen)
Het Heilig Hartbeeld op het kasteeldomein van Eizeringen, een dorp in de Vlaams-Brabantse gemeente Lennik, is een sokkelbeeld met het Hart van Jezus.
In 1923 werd het kasteeldomein Neufcour van Eizeringen verkocht aan de Kanunnikessen-Missionarissen van Sint-Augustinus, beter bekend als de 'Zusters van de Jacht'. Het Heilig-Hartbeeld, dat in 2005 wordt beschreven als omgeven met sierstruiken, benadrukt de 'kerstening' van het domein na 1922.